# Yanceyville
Yanceyville és una població dels Estats Units i seu del comtat de Caswell a l'estat de Carolina del Nord. Segons el cens del 2000 tenia 2.091 habitants.

## Demografia
Segons el cens del 2000, Yanceyville tenia 2.091 habitants, 658 habitatges i 400 famílies. La densitat de població era de 174 habitants per km².
Dels 658 habitatges en un 29,3% hi vivien nens de menys de 18 anys, en un 33% hi vivien parelles casades, en un 24,3% dones solteres, i en un 39,2% no eren unitats familiars. En el 36,8% dels habitatges hi vivien persones soles el 19% de les quals corresponia a persones de 65 anys o més que vivien soles. El nombre mitjà de persones vivint en cada habitatge era de 2,21 i el nombre mitjà de persones que vivien en cada família era de 2,88.
Per edats la població es repartia de la següent manera: un 19,6% tenia menys de 18 anys, un 8,4% entre 18 i 24, un 32,9% entre 25 i 44, un 20,8% de 45 a 60 i un 18,3% 65 anys o més.
L'edat mediana era de 37 anys. Per cada 100 dones de 18 o més anys hi havia 138,6 homes.
La renda mediana per habitatge era de 20.353 $ i la renda mediana per família de 26.417 $. Els homes tenien una renda mediana de 24.632 $ mentre que les dones 20.398 $. La renda per capita de la població era de 16.956 $. Entorn del 23,3% de les famílies i el 27,7% de la població estaven per davall del llindar de pobresa.

## Poblacions més properes
El següent diagrama mostra les poblacions més properes.